# Szał ciał
Szał ciał (ang. Battle of the Bods) – amerykański program rozrywkowy. Fabuła programu oparta jest na brytyjskim show Hot Tub Ranking prowadzonym przez Naoko Mori. 
W każdym odcinku pięć seksownych kobiet jest ocenianych przez trzech mężczyzn. Panie muszą odgadnąć, w jakiej kolejności pod względem atrakcyjności uszeregowali je panowie. Jeśli ustawią się dokładnie tak, jak zdecydowali sędziowie, wygrywają pieniądze. W ostatnim zadaniu następuje zamiana ról, to uczestniczki przewidują, w jaki sposób ocenią swoją atrakcyjność mężczyźni.